# وارنا
وارنا (به بلغاری: Варна) یکی از شهرهای بلغارستان و واقع در استان وارنا است.
وارنا سومین شهر بزرگ بلغارستان و بزرگ‌ترین شهر و استراحتگاه ساحلی در ساحل دریای سیاه بلغارستان و منطقه شمال بلغارستان است. این شهر به‌طور راهبردی در خلیج وارنا واقع شده و از سه هزار سال پیش مرکز مهم اقتصادی، اجتماعی و فرهنگی بوده است.
این شهر در گذشته به نام اودسوس شناخته می‌شد و از یک سکونتگاه ساحلی تراکیه‌ای به یک بندر بزرگ در دریای سیاه تبدیل شد. 
این شهر طی سال‌های ۱۹۴۹ تا ۱۹۵۶ به نام استالین نامیده می‌شد.

## تاریخچه
در دوران پیشاتاریخی، منطقهٔ وارنا محل سکونت تمدن‌های باستانی بود. گنجینه طلای وارنا، که به‌عنوان قدیمی‌ترین گنجینه طلای جهان شناخته می‌شود، در نکرپولیس وارنا کشف شد و به ۴۶۰۰ تا ۴۲۰۰ پیش از میلاد بازمی‌گردد.
تاریخ کلاسیک و رومی: این شهر توسط یونانیان میله‌توسی به نام اودسوس تأسیس شد و به یک مرکز تجاری و فرهنگی تبدیل شد. در دوران روم، دارای حمام‌های بزرگ رومی بود که اکنون بزرگ‌ترین حمام‌های روم باستان در بلغارستان هستند.
دوران بیزانس و بلغارستان: کنترل وارنا بین امپراتوری بیزانس و امپراتوری اول و دوم بلغارستان دست به دست می‌شد. این شهر در دوران بلغارستان به یک مرکز مهم مذهبی و فرهنگی تبدیل شد.
نبرد وارنا (۱۴۴۴): یکی از آخرین نبردهای بزرگ جنگ‌های صلیبی اروپا در نزدیکی این شهر رخ داد که در آن صلیبیون به رهبری لادیسلاو سوم لهستانی از عثمانی‌ها شکست خوردند.
دوران عثمانی: وارنا به‌عنوان یک مرکز مهم تجاری و کشتی‌سازی برای امپراتوری عثمانی باقی ماند و یکی از قلعه‌های چهارتایی عثمانی بود که منطقه دوبروجا را از بقیه بلغارستان جدا می‌کرد.
امروزی: امروز وارنا به‌عنوان پایتخت دریایی بلغارستان شناخته می‌شود و دارای مراکز مهمی در زمینه‌های بازرگانی، ترابری، آموزش، گردشگری، سرگرمی و بهداشت است. این شهر همچنین مقر نیروی دریایی بلغارستان و مرکز جوانان اروپا در سال ۲۰۱۷ بود.

## جغرافیا
وارنا پس از صوفیه و پلوودیو سومین شهر بزرگ بلغارستان است.
وارنا با ۳۵۱٬۵۵۲ نفر جمعیت (سال ۲۰۰۶) بر کرانه دریای سیاه در نزدیکی دریاچه وارنا واقع شده و بندر مهمی در بخش شرقی بلغارستان بشمار می‌رود.
این شهر در ۴۷۰ کیلومتری شمال شرقی صوفیه (پایتخت) قرار دارد و شهرهای مهم اطراف آن عبارتند از :دوبریخ (۴۵ کیلومتر شمالی)- شومن(۸۰ کیلومتر غربی) و بورگاس (۱۴۵ کیلومتر جنوب غربی).
حداکثر دمای این شهر به ۳۱ درجه در ماه اوت می‌رسد.

## نگارخانه

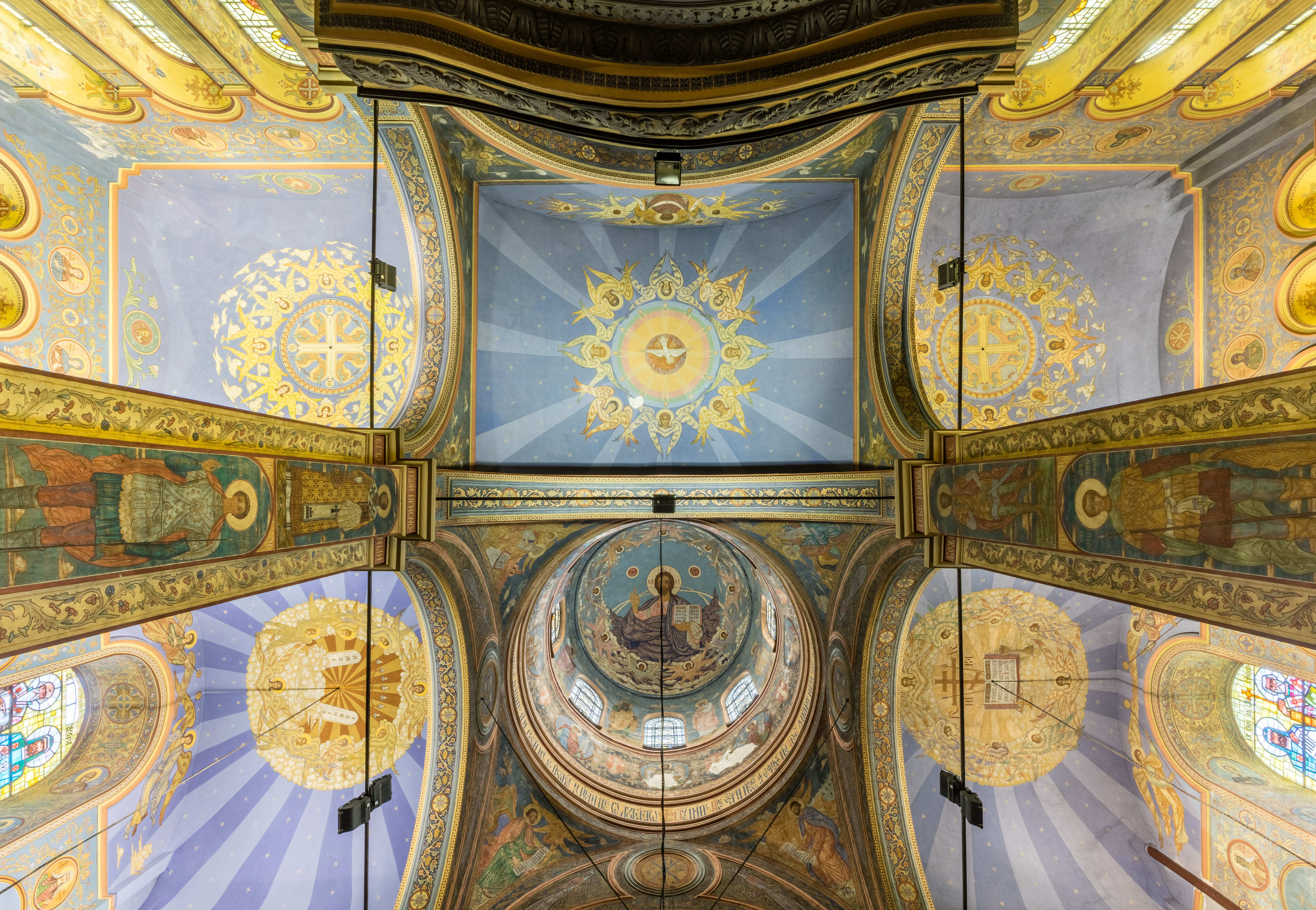
دیوارنگاره‌ها و سقف کلیسای ارتدکس مادر خدا در شهر وارنا
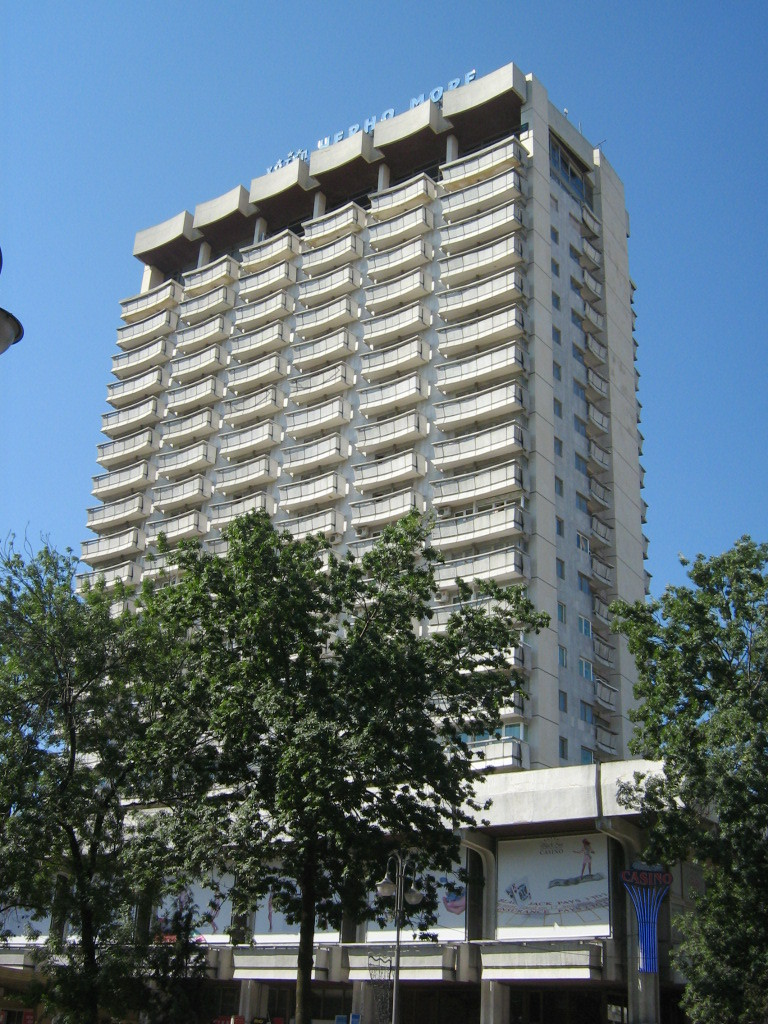
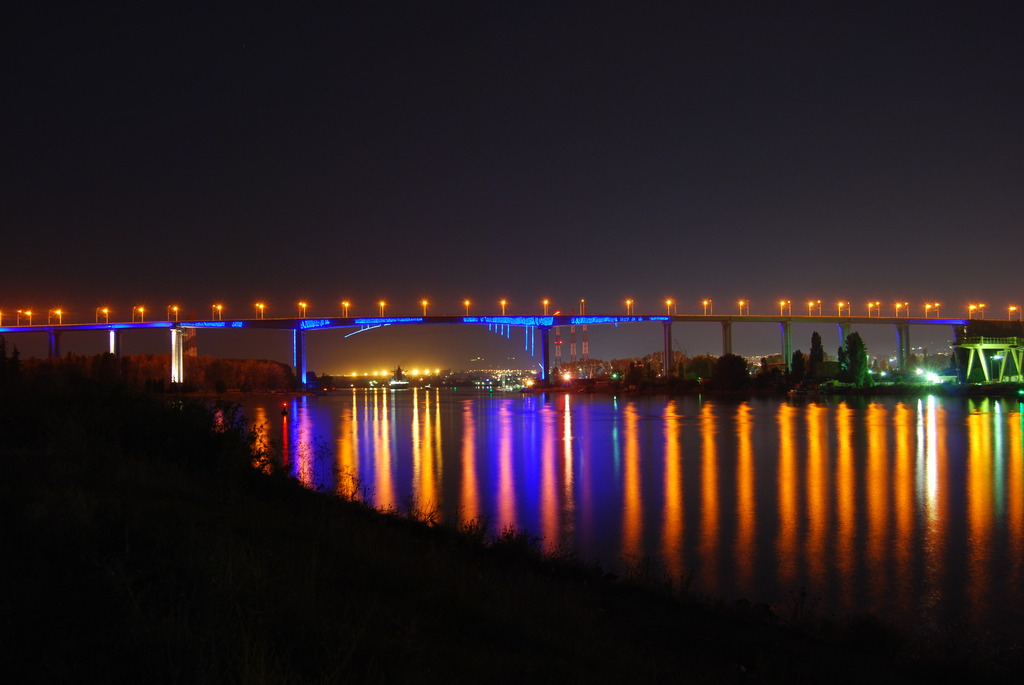
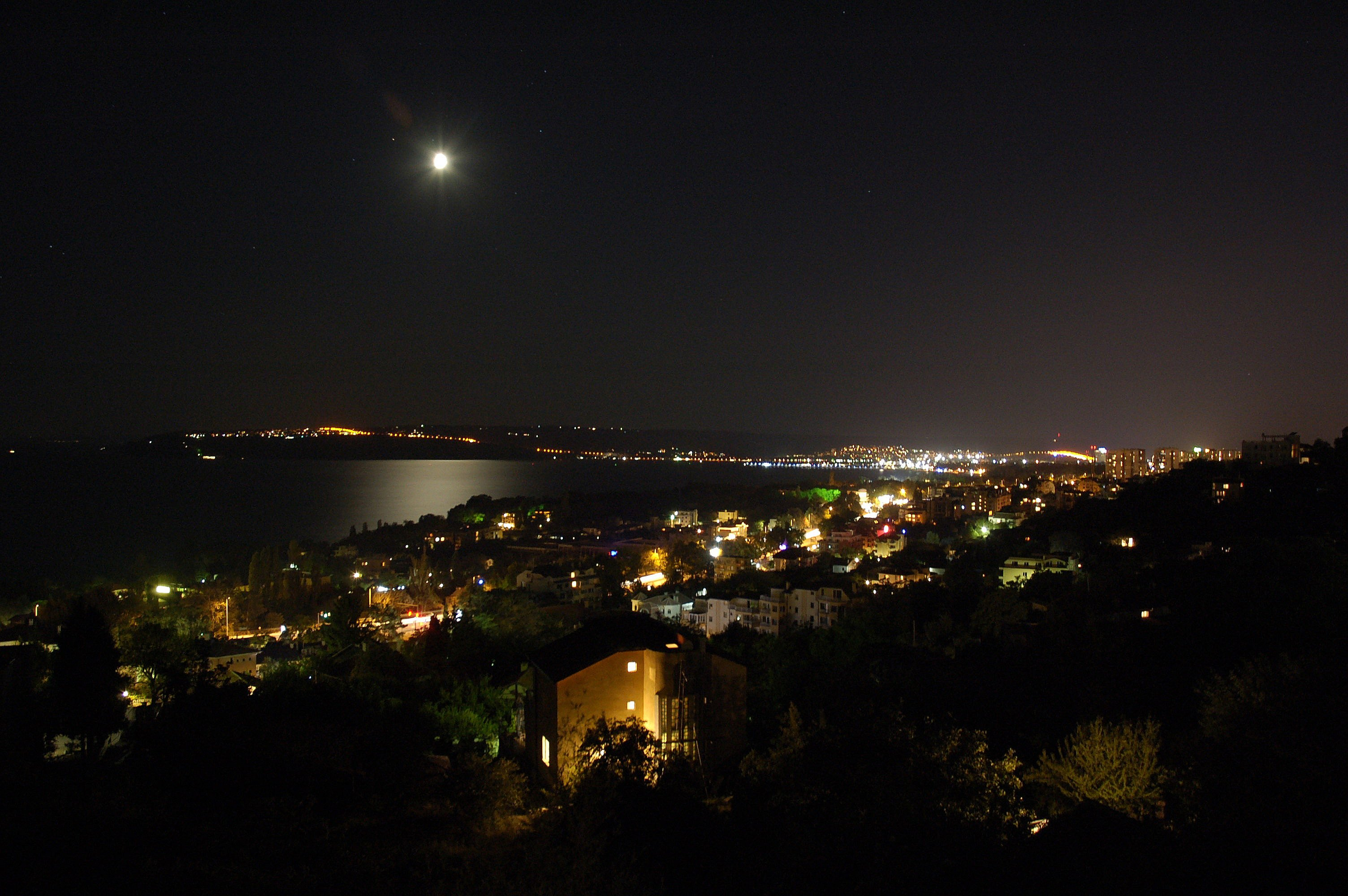
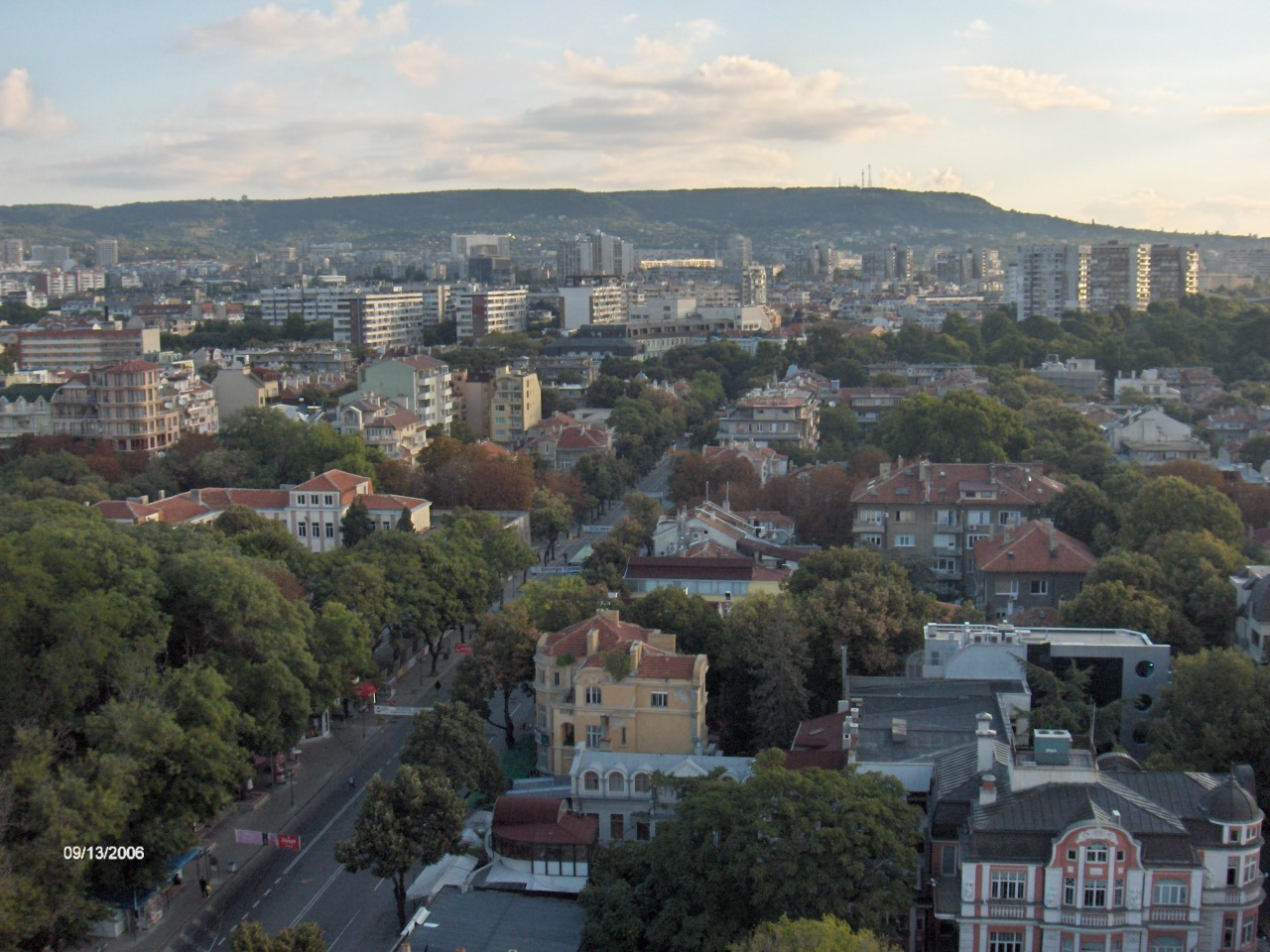
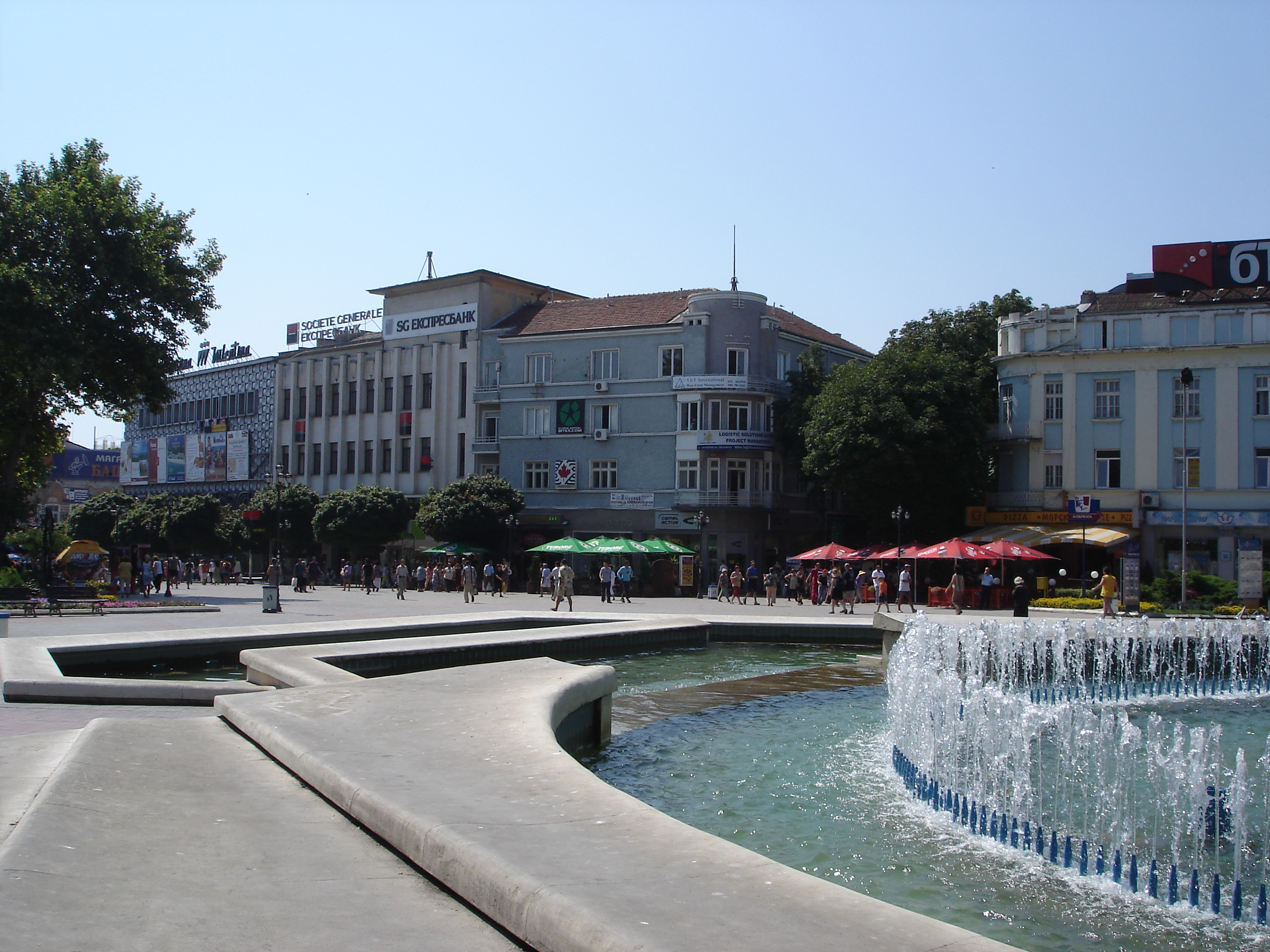
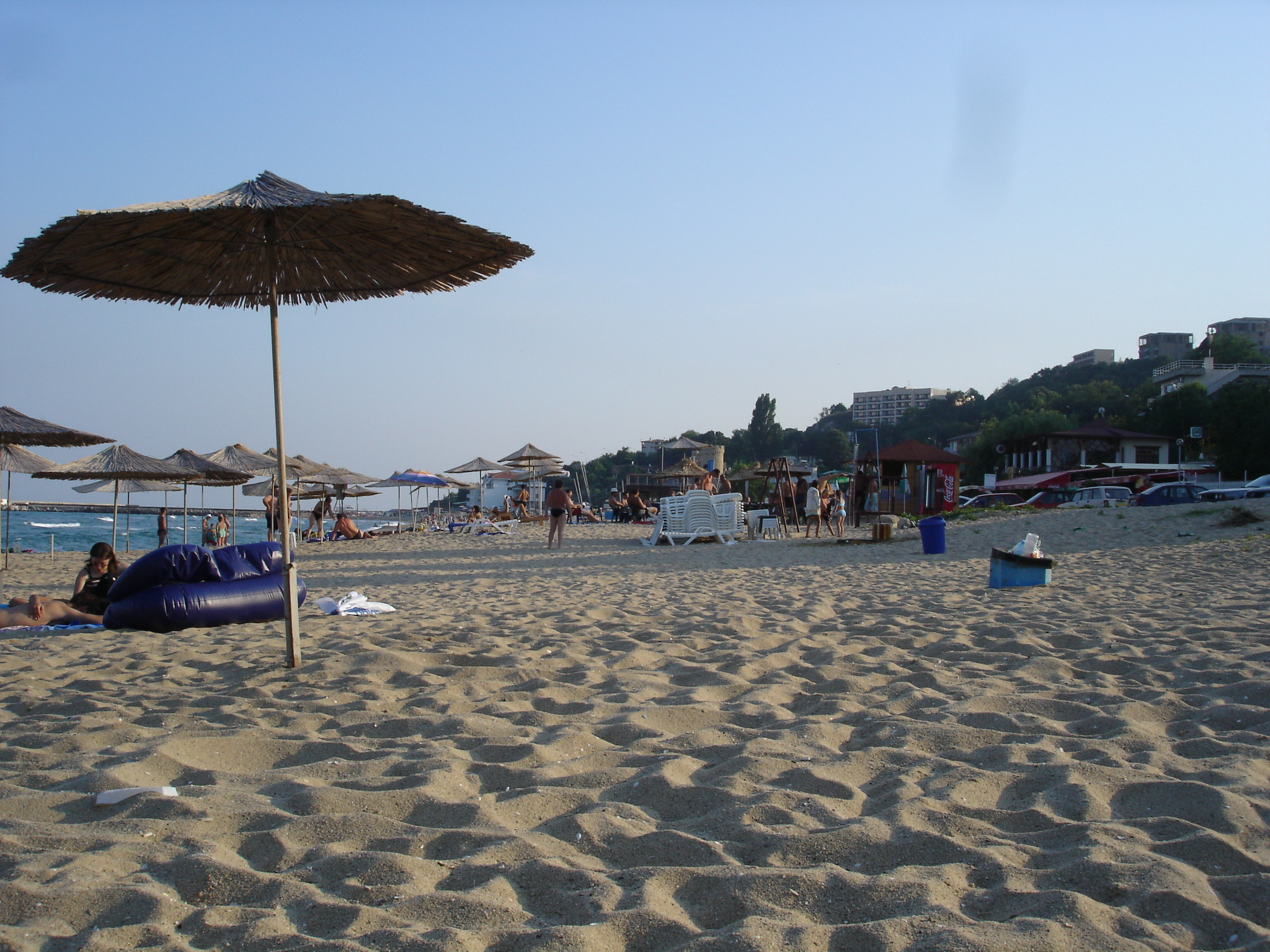
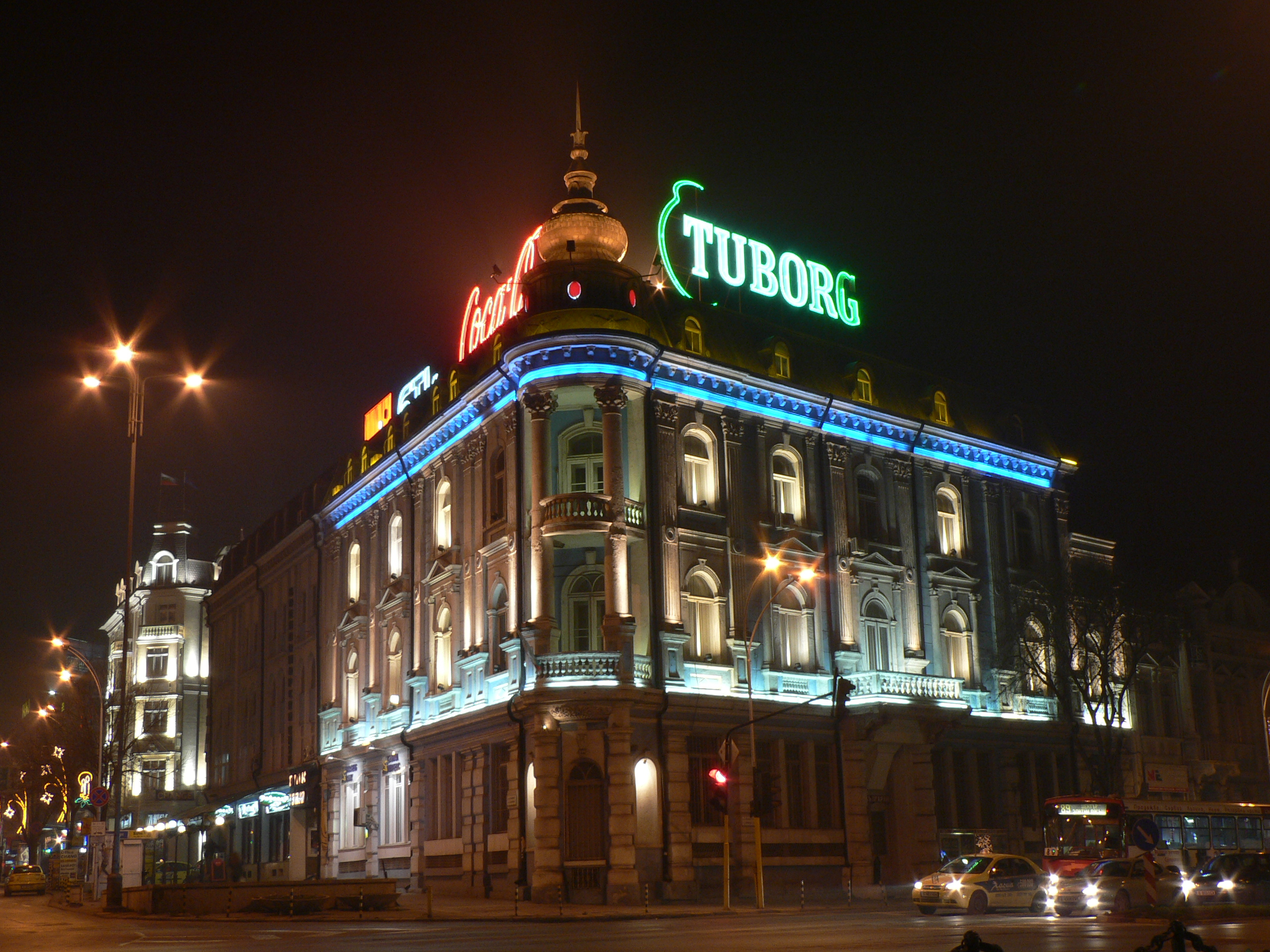
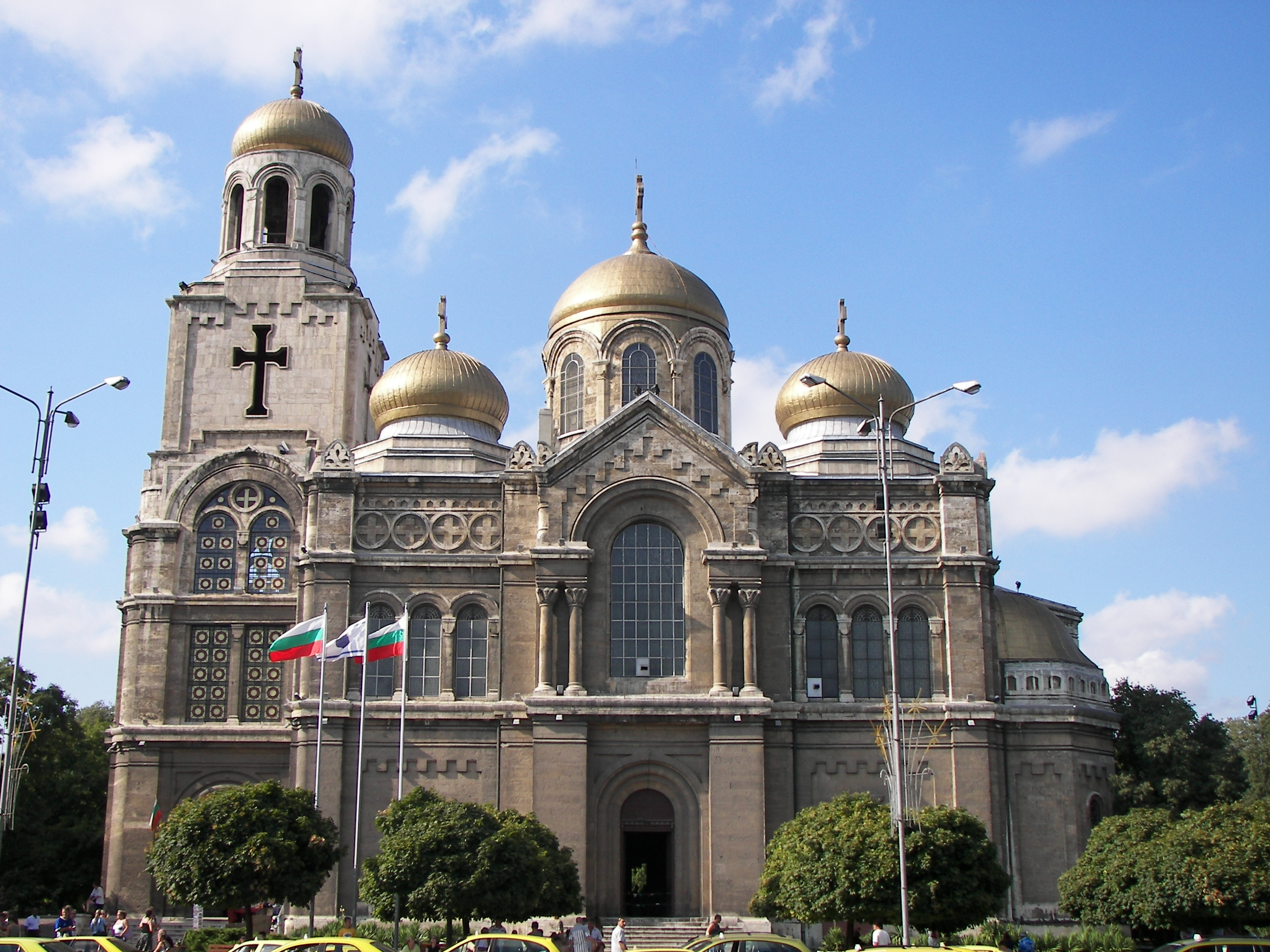
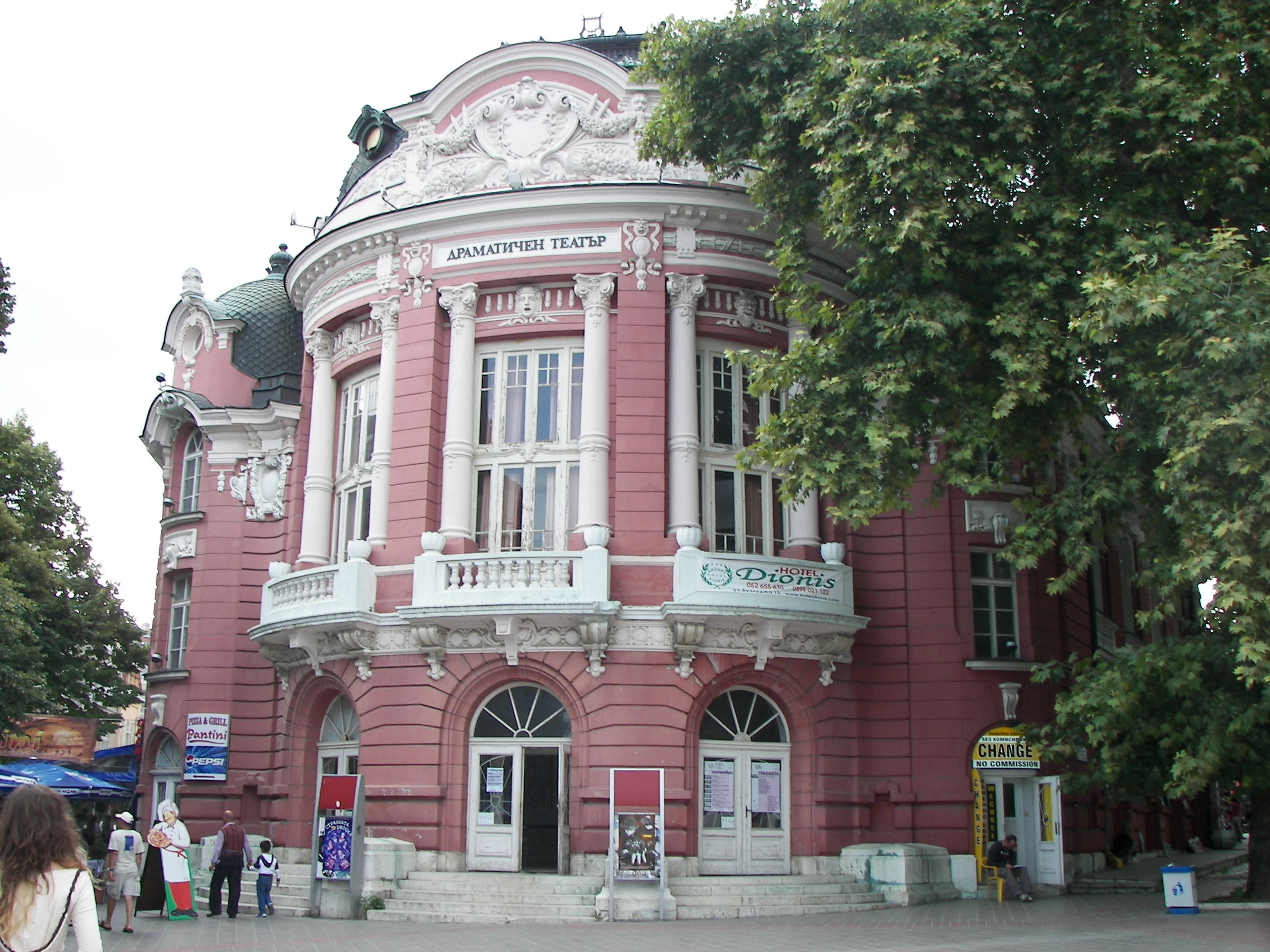
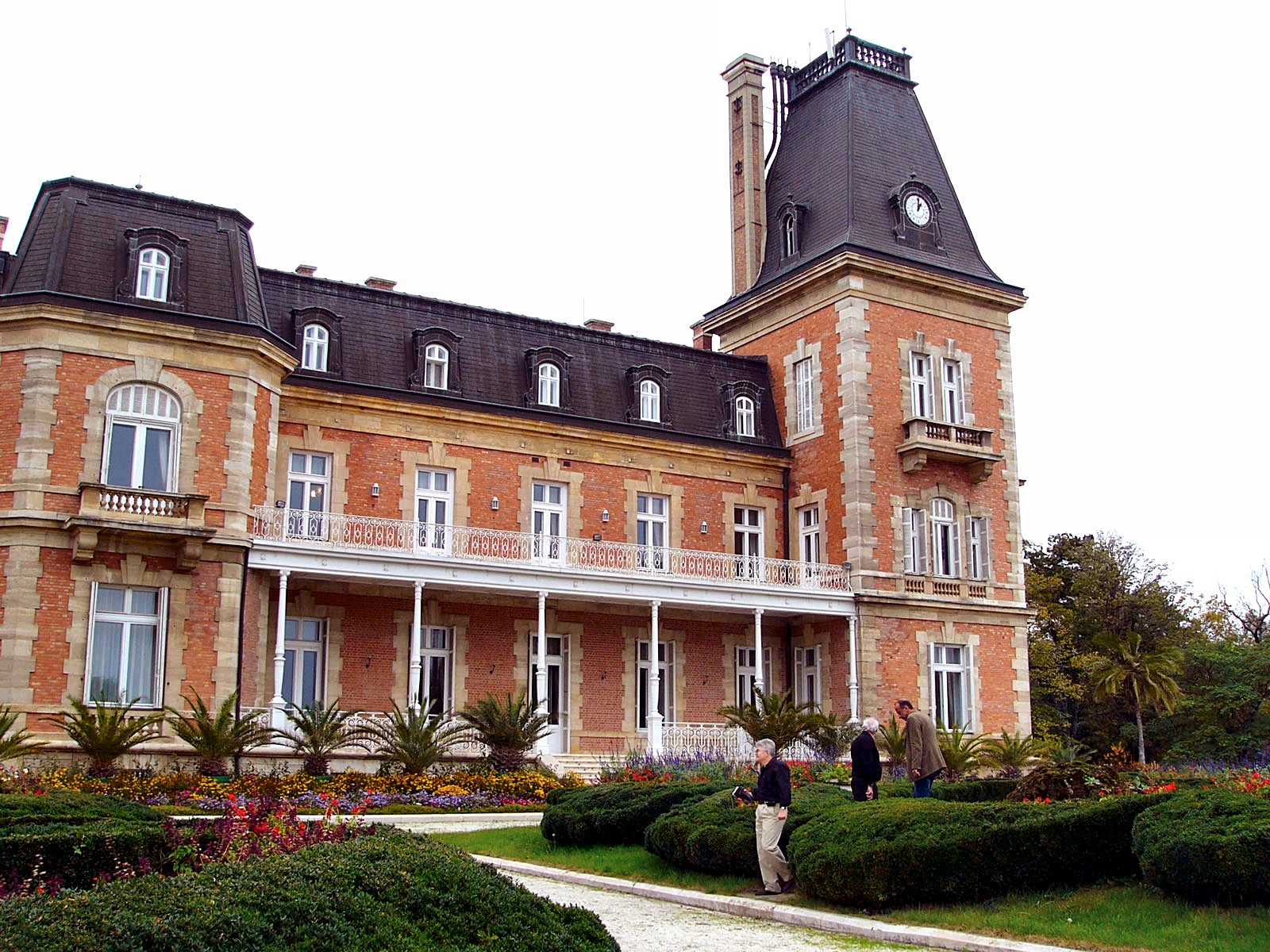
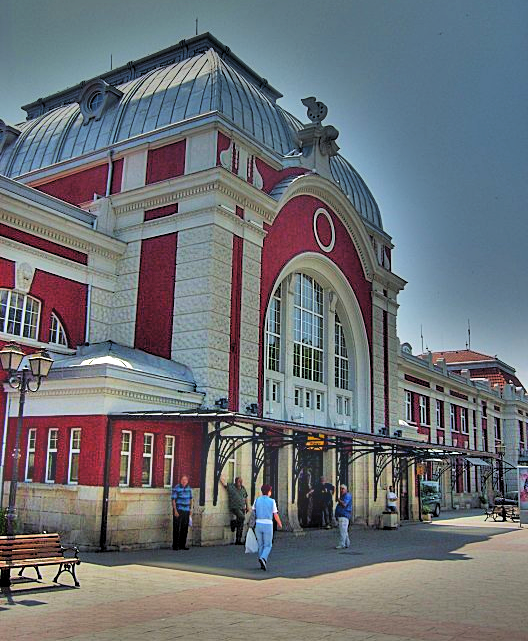
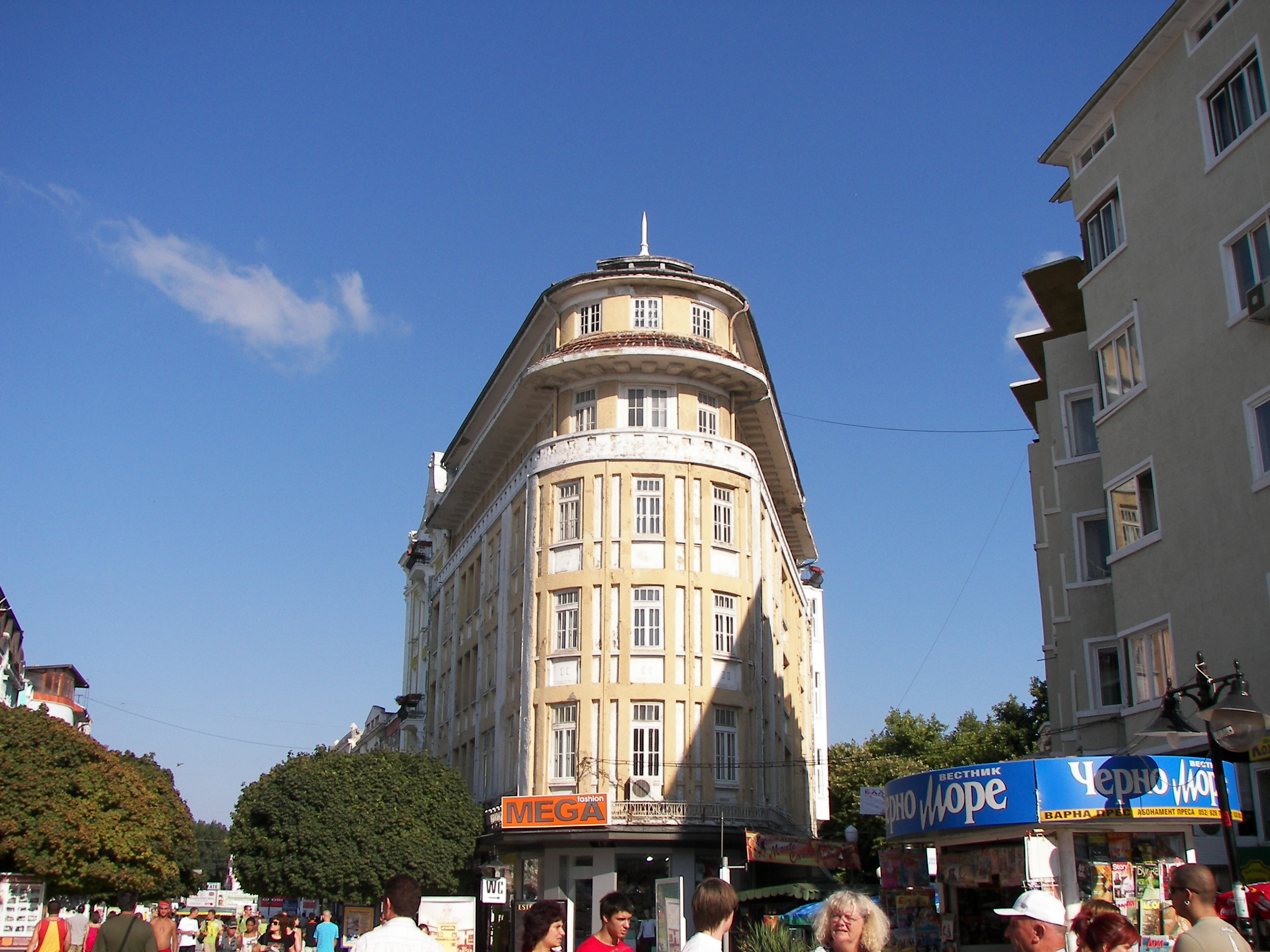
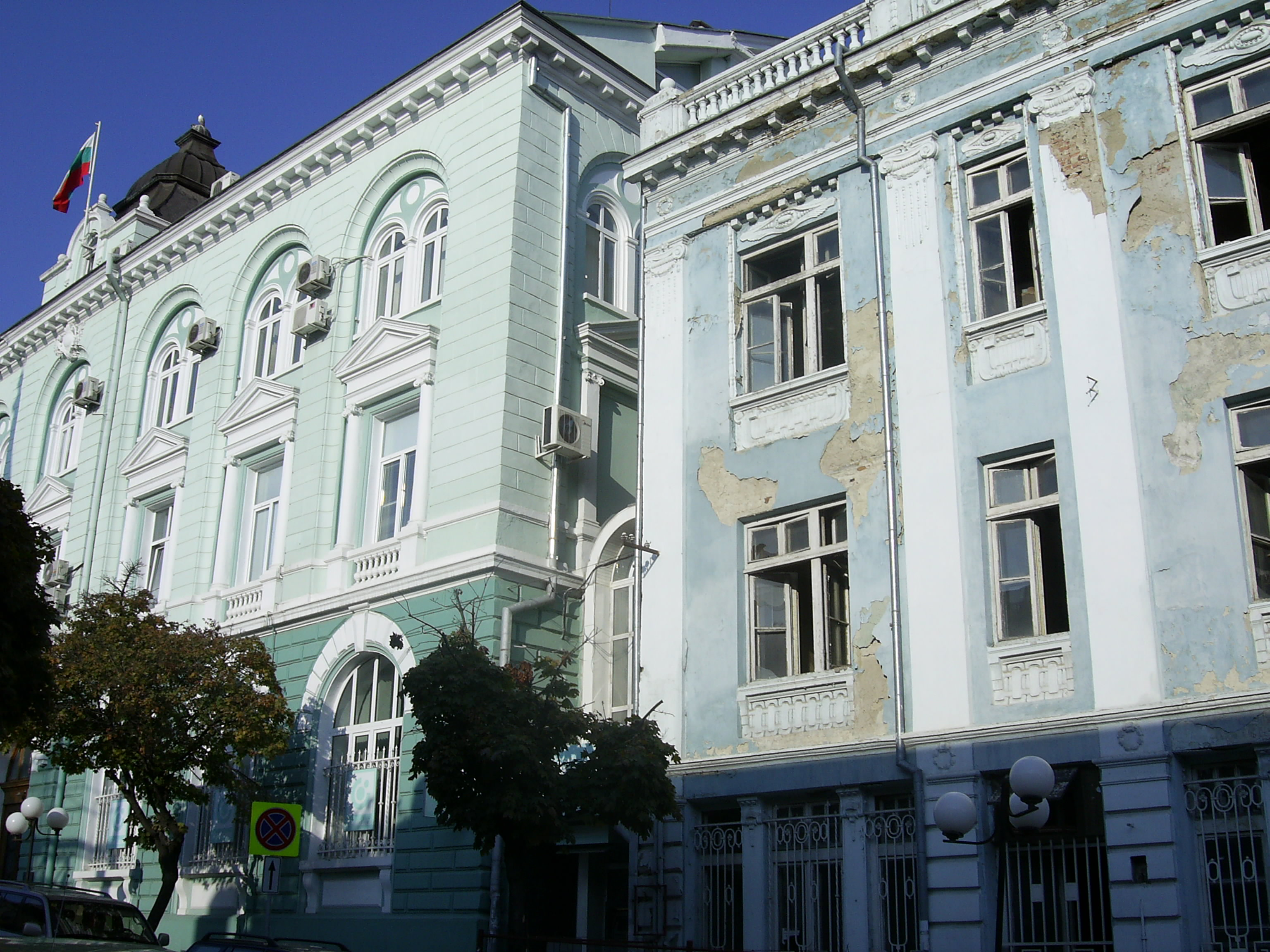
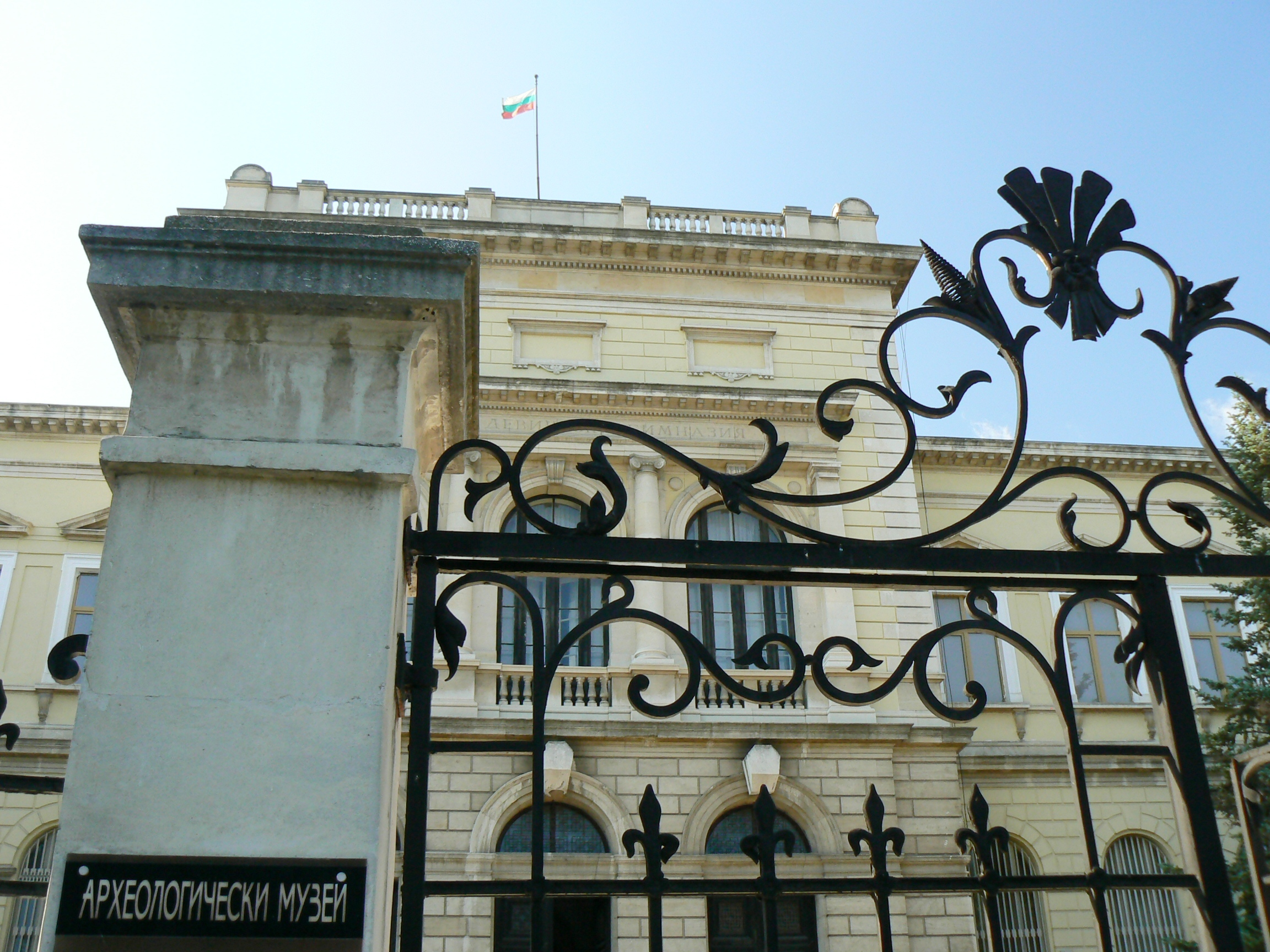
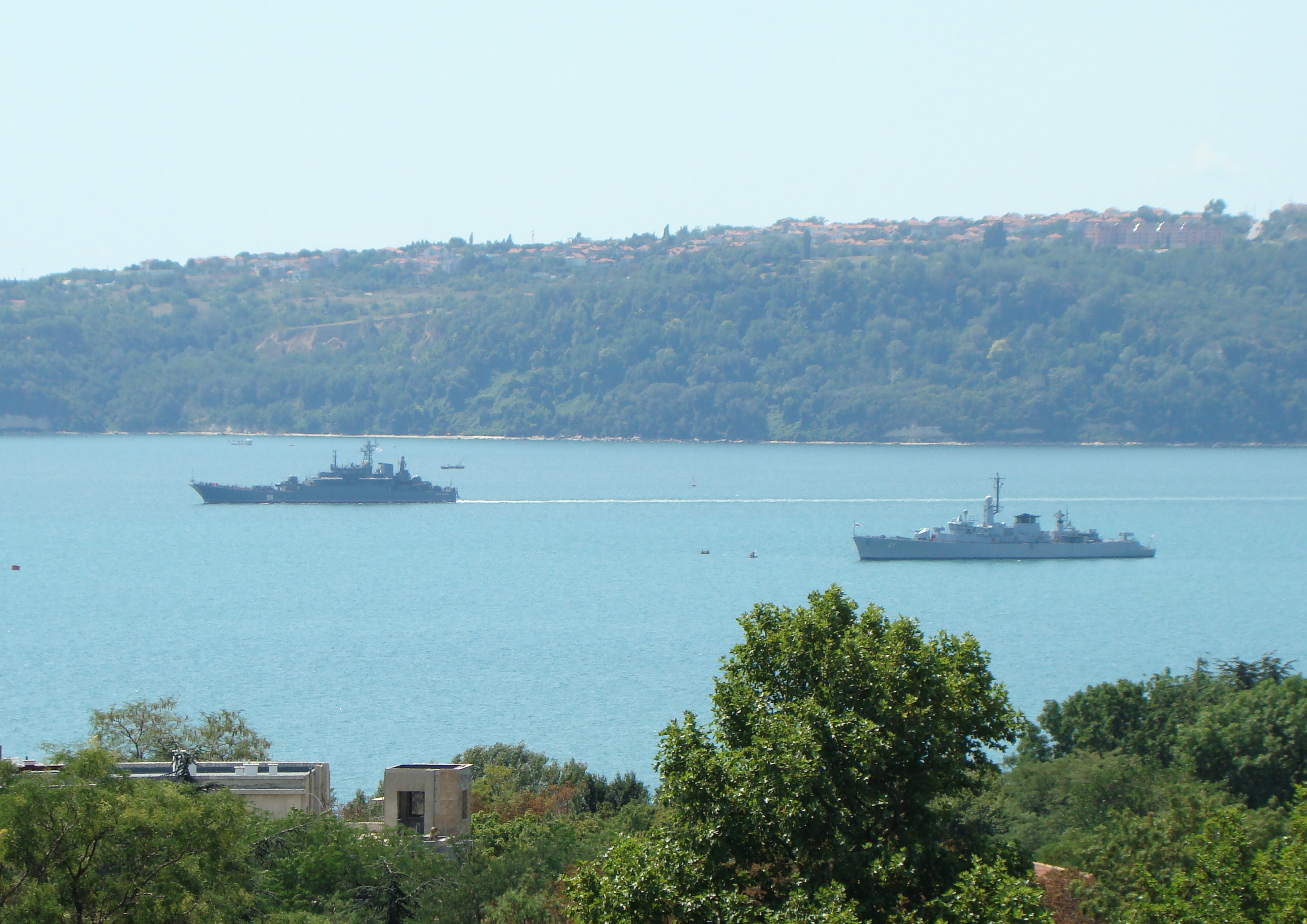